# Ernest Lairolle
Ernest Lairolle, né le 23 mars 1851 à Gap et mort le 8 septembre 1926 à Nice, est un homme politique français, député des Alpes-Maritimes sous la Troisième République.

## Biographie
De son vrai nom Ernest Conduzorgues de Lairolle, il fait des études de droit et devient avocat à Nice.
Il commence sa carrière politique en devenant conseiller général de Menton en août 1883. Adversaire d'Alfred Borriglione, il est ensuite élu conseiller général de Nice-Ouest en mars 1894. Il devient enfin député en 1910, adhère au groupe des Républicains progressistes, proche de la Fédération républicaine, puis à la Gauche démocratique, proche de l'Alliance démocratique en 1914. Entre-temps, il est élu conseiller général de Breil-sur-Roya en 1911.

## Mandats
- Conseiller municipal de Nice
- Conseiller général de Menton (1883-1889), Nice-Ouest (1894-1907) et Breil (1911-1919)
- Député des Alpes-Maritimes (1910-1919)